# 11244 Andrékuipers
(11244) Andrekuipers, denumire internațională (11244) Andrékuipers, este un asteroid din centura principală de asteroizi.

## Descriere
11244 Andrékuipers este un asteroid din centura principală de asteroizi. A fost descoperit pe 29 septembrie 1973 la Observatorul Palomar de Cornelis Johannes van Houten, Ingrid van Houten-Groeneveld și Tom Gehrels. Asteroidul prezintă o orbită caracterizată de o semiaxă mare de 2,43 ua, o excentricitate de 0,17 și o înclinație de 3,6° în raport cu ecliptica.